# Alex Telles
Alex Nicolao Telles (Caxias do Sul, 15 de diciembre de 1992) es un futbolista brasileño, que juega como defensor en el Botafogo del Campeonato Brasileño de Serie A.

## Trayectoria

### E. C. Juventude
Nació en Caxias do Sul, una ciudad en el estado brasileño de Río Grande del Sur. A los ocho años, comenzó a jugar al fútbol con los niños vecinos y luego se inscribió en la academia juvenil del Esporte Clube Juventude.
Comenzó su carrera profesional con el Juventude, debutando el 24 de enero de 2011 contra el São José. Marcó su primer gol el 20 de agosto en un empate 1-1 en casa contra el Cruzeiro.

### Grêmio F-B. P. A.
En diciembre fue transferido al Grêmio Foot-Ball Porto Alegrense después de llegar a un acuerdo con el Juventude. Hizo su debut con el Grêmio el 3 de febrero de 2013 contra el Internacional. El 26 de mayo hizo su debut en el Brasileirão, siendo titular en una victoria por 2-0 en casa contra el Náutico.

### Galatasaray S. K.
El 22 de enero de 2014, después de largas negociaciones, fue traspasado al Galatasaray Spor Kulübü por 6 millones €, firmando un contrato que lo mantendría en el club hasta 2018. Hizo su debut dos semanas después, saliendo titular en una victoria 3-0 contra el Tokatspor en la Copa de Turquía y  su primer partido en la Superliga fue en una victoria por 3-0 ante el Eskişehirspor el 8 de febrero de 2014. Telles hizo su primera asistencia contra el Antalyaspor el 17 de febrero en un partido fuera de casa que terminó 2-2. También marcó su primer gol para el Galatasaray contra el Akhisar Belediyespor el 8 de marzo en una victoria por 6-1 en casa.
En agosto de 2015 hubo rumores mencionándolo como una buena opción para ocupar el lugar de lateral izquierdo en el Chelsea tras la marcha de Filipe Luís. En respuesta al rumor, el entrenador del Galatasaray Hamza Hamzaoğlu dijo que el club solo sería tentado por una oferta aceptable.

#### Préstamo al Inter de Milán
El 31 de agosto de 2015 el Galatasaray acordó con Inter de Milán de la Serie A un préstamo a un año por una tarifa de 1,3 millones €, además de 250 000 € si el Inter se clasificaba para la fase de grupos de la Liga de Campeones de la UEFA 2016-17. El acuerdo incluía una opción de compra por 8,5 millones €, permitiendo que el Inter hiciera efectiva la opción cuando finalizara el acuerdo de préstamo. Se reunió con el entrenador del Inter Roberto Mancini en Italia, quien previamente lo entrenó en el Galatasaray.
Debutó el 13 de septiembre en la jornada 3 de la Serie A contra los rivales de la ciudad de Milán, jugando el partido completo que el Inter ganó 1-0.

### F. C. Oporto
El 12 de julio de 2016 el Fútbol Club Oporto anunció su fichaje por una tarifa de 6,5 millones €. Según un comunicado de prensa del Galatasaray, el club de Estambul se reservó un 10% adicional de cualquier valor que superara esa cifra en un futuro acuerdo de transferencia. Al día siguiente, después de firmar un contrato de cinco años, declaró:

«Ambiciono títulos, ambiciono una historia muy hermosa. Recientemente he comentado con mis familiares que no quiero venir de pasada, quiero dejar un legado.»

El 12 de agosto debutó en una victoria por 3-1 como visitante contra el Rio Ave en la liga y fue expulsado. A pesar del comienzo difícil, Telles se consolidó gradualmente en el once inicial del equipo, anotando su primer gol en el derbi ante el Boavista en una victoria por 3-1 en casa en el Estádio do Dragão.

### Manchester United F. C.
Tras más de cuatro años en Portugal, el 5 de octubre de 2020 se hizo oficial su fichaje por el Manchester United F. C. para las siguientes cuatro temporadas con opción a una quinta.

#### Préstamo al Sevilla F. C.
Después de cumplir la mitad de su contrato con el conjunto mancuniano, el 4 de agosto de 2022 fue cedido al Sevilla F. C. para la temporada 2022-23.

### Al-Nassr F. C.
Después de culminar su préstamo en el Sevilla F. C. regresó al Manchester United F. C. donde el entrenador Erik ten Hag le comunicó que no lo tendría en cuenta para la siguiente temporada. Poco tiempo después el club mancuniano anunció su salida hacía el Al-Nassr F. C. de la Liga Profesional Saudí. Al poco tiempo de llegar gana junto al club saudita el Campeonato de Clubes Árabes luego de vencer 2-1 al Al-Hilal en la final logrando, de paso, el primer título del club en dicha competición.

## Selección nacional
Telles también tiene pasaporte italiano, lo que lo hace en el pasado elegible para representar a la selección italiana. En octubre de 2016, Telles declaró lo siguiente sobre esa posibilidad:
En marzo de 2019, sin embargo, recibió su primera convocatoria a la selección nacional de Brasil después de la lesión en la pantorrilla izquierda de Filipe Luís. Debutó con Brasil el 23 de marzo de 2019 en un amistoso contra Panamá como titular.

### Participaciones en Copas del Mundo
| Mundial      | Sede  | Resultado        | Partidos | Goles |
| ------------ | ----- | ---------------- | -------- | ----- |
| Mundial 2022 | Catar | Cuartos de final | 2        | 0     |

## Estadísticas

### Clubes
Actualizado al último partido disputado el 8 de febrero de 2025.
| Club                          | Div.          | Temporada     | Liga  | Liga  | Liga   | Copas estatales | Copas estatales | Copas estatales | Copas nacionales | Copas nacionales | Copas nacionales | Copas internacionales | Copas internacionales | Copas internacionales | Total | Total | Total  |
| Club                          | Div.          | Temporada     | Part. | Goles | Asist. | Part.           | Goles           | Asist.          | Part.            | Goles            | Asist.           | Part.                 | Goles                 | Asist.                | Part. | Goles | Asist. |
| ----------------------------- | ------------- | ------------- | ----- | ----- | ------ | --------------- | --------------- | --------------- | ---------------- | ---------------- | ---------------- | --------------------- | --------------------- | --------------------- | ----- | ----- | ------ |
| E. C. Juventude · Brasil      | 4.ª           | 2011          | 4     | 1     | 0      | 11              | 0               | 0               | -                | -                | -                | -                     | -                     | -                     | 15    | 1     | 0      |
| E. C. Juventude · Brasil      | 4.ª           | 2012          | 9     | 1     | 0      | 4               | 0               | 0               | 2                | 0                | 0                | -                     | -                     | -                     | 15    | 1     | 0      |
| E. C. Juventude · Brasil      | Total club    | Total club    | 13    | 2     | 0      | 15              | 0               | 0               | 2                | 0                | 0                | -                     | -                     | -                     | 30    | 2     | 0      |
| Grêmio F-B. P. A. · Brasil    | 1.ª           | 2013          | 36    | 1     | 3      | 6               | 0               | 0               | 6                | 0                | 0                | 3                     | 0                     | 1                     | 51    | 1     | 4      |
| Grêmio F-B. P. A. · Brasil    | Total club    | Total club    | 36    | 1     | 3      | 6               | 0               | 0               | 6                | 0                | 0                | 3                     | 0                     | 1                     | 51    | 1     | 4      |
| Galatasaray S. K. Turquía     | 1.ª           | 2013-14       | 15    | 1     | 2      | -               | -               | -               | 4                | 0                | 0                | 2                     | 0                     | 0                     | 21    | 1     | 2      |
| Galatasaray S. K. Turquía     | 1.ª           | 2014-15       | 22    | 1     | 0      | -               | -               | -               | 9                | 0                | 1                | 5                     | 0                     | 0                     | 36    | 1     | 1      |
| Galatasaray S. K. Turquía     | 1.ª           | 2015-16       | 2     | 0     | 1      | -               | -               | -               | 1                | 0                | 0                | -                     | -                     | -                     | 3     | 0     | 1      |
| Galatasaray S. K. Turquía     | Total club    | Total club    | 39    | 0     | 3      | -               | -               | -               | 14               | 0                | 1                | 7                     | 0                     | 0                     | 60    | 2     | 4      |
| Inter de Milán · Italia       | 1.ª           | 2015-16       | 21    | 0     | 2      | -               | -               | -               | 1                | 0                | 0                | -                     | -                     | -                     | 22    | 0     | 2      |
| Inter de Milán · Italia       | Total club    | Total club    | 21    | 0     | 2      | -               | -               | -               | 1                | 0                | 0                | -                     | -                     | -                     | 22    | 0     | 2      |
| F. C. Oporto Portugal         | 1.ª           | 2016-17       | 32    | 1     | 8      | -               | -               | -               | 4                | 0                | 0                | 9                     | 0                     | 2                     | 45    | 1     | 10     |
| F. C. Oporto Portugal         | 1.ª           | 2017-18       | 30    | 3     | 14     | -               | -               | -               | 8                | 0                | 4                | 7                     | 1                     | 2                     | 45    | 4     | 20     |
| F. C. Oporto Portugal         | 1.ª           | 2018-19       | 33    | 4     | 8      | -               | -               | -               | 10               | 1                | 2                | 10                    | 1                     | 3                     | 53    | 6     | 13     |
| F. C. Oporto Portugal         | 1.ª           | 2019-20       | 31    | 11    | 8      | -               | -               | -               | 8                | 2                | 2                | 10                    | 0                     | 2                     | 49    | 13    | 12     |
| F. C. Oporto Portugal         | 1.ª           | 2020-21       | 3     | 2     | 2      | -               | -               | -               | -                | -                | -                | -                     | -                     | -                     | 3     | 2     | 2      |
| F. C. Oporto Portugal         | Total club    | Total club    | 129   | 21    | 40     | -               | -               | -               | 30               | 3                | 8                | 36                    | 3                     | 8                     | 195   | 26    | 57     |
| Manchester United Inglaterra  | 1.ª           | 2020-21       | 9     | 0     | 1      | -               | -               | -               | 4                | 0                | 1                | 11                    | 0                     | 0                     | 24    | 0     | 2      |
| Manchester United Inglaterra  | 1.ª           | 2021-22       | 21    | 0     | 4      | -               | -               | -               | 1                | 0                | 0                | 4                     | 1                     | 0                     | 26    | 1     | 4      |
| Manchester United Inglaterra  | Total club    | Total club    | 30    | 0     | 5      | -               | -               | -               | 5                | 0                | 1                | 15                    | 1                     | 0                     | 50    | 1     | 6      |
| Sevilla F. C. · España        | 1.ª           | 2022-23       | 27    | 0     | 2      | -               | -               | -               | -                | -                | -                | 11                    | 0                     | 1                     | 38    | 0     | 3      |
| Sevilla F. C. · España        | Total club    | Total club    | 27    | 0     | 2      | -               | -               | -               | -                | -                | -                | 11                    | 0                     | 1                     | 38    | 0     | 3      |
| Al-Nassr F. C. Arabia Saudita | 1.ª           | 2023-24       | 27    | 2     | 4      | -               | -               | -               | 5                | 0                | 1                | 8                     | 1                     | 1                     | 40    | 3     | 6      |
| Al-Nassr F. C. Arabia Saudita | 1.ª           | 2024-25       | 2     | 0     | 0      | -               | -               | -               | 2                | 0                | 0                | 0                     | 0                     | 0                     | 4     | 0     | 0      |
| Al-Nassr F. C. Arabia Saudita | Total club    | Total club    | 29    | 2     | 4      | -               | -               | -               | 7                | 0                | 1                | 8                     | 1                     | 1                     | 44    | 3     | 6      |
| Botafogo · Brasil             | 1.ª           | 2024          | 11    | 0     | 1      | -               | -               | -               | -                | -                | -                | 5                     | 1                     | 0                     | 16    | 1     | 1      |
| Botafogo · Brasil             | 1.ª           | 2025          | 8     | 1     | 0      | 3               | 0               | 0               | 3                | 1                | 0                | 7                     | 0                     | 1                     | 23    | 2     | 1      |
| Botafogo · Brasil             | Total club    | Total club    | 19    | 1     | 1      | 3               | 0               | 0               | 3                | 1                | 0                | 12                    | 1                     | 1                     | 39    | 3     | 2      |
| Total carrera                 | Total carrera | Total carrera | 343   | 29    | 59     | 24              | 0               | 0               | 68               | 4                | 11               | 92                    | 5                     | 13                    | 529   | 38    | 84     |

## Palmarés

### Títulos nacionales
| Título                | Club              | País     | Año  |
| --------------------- | ----------------- | -------- | ---- |
| Copa de Turquía       | Galatasaray S. K. | Turquía  | 2014 |
| Superliga de Turquía  | Galatasaray S. K. | Turquía  | 2015 |
| Copa de Turquía       | Galatasaray S. K. | Turquía  | 2015 |
| Supercopa de Turquía  | Galatasaray S. K. | Turquía  | 2015 |
| Primeira Liga         | F. C. Oporto      | Portugal | 2018 |
| Supercopa de Portugal | F. C. Oporto      | Portugal | 2018 |
| Primeira Liga         | F. C. Oporto      | Portugal | 2020 |
| Copa de Portugal      | F. C. Oporto      | Portugal | 2020 |
| Campeonato Brasileño  | Botafogo F. R.    | Brasil   | 2024 |

### Títulos internacionales
| Título                       | Club           | Sede           | Año  |
| ---------------------------- | -------------- | -------------- | ---- |
| Liga Europa de la UEFA       | Sevilla F. C.  | Hungría        | 2023 |
| Campeonato de Clubes Árabes  | Al-Nassr F. C. | Arabia Saudita | 2023 |
| Copa Libertadores de América | Botafogo F. R. | Argentina      | 2024 |